# Honoré Fisquet
Honoré Jean Pierre Fisquet (* 16. Juni 1818 in Montpellier; † 27. Juli 1883 in Paris) war ein französischer Historiker und Biograf. Als Publizist wählte er auch das Pseudonym William Darcy.
Sein Hauptwerk ist La France pontificale (Gallia Christiana) : histoire chronologique et biographique des archevêques et évêques de tous les diocèses de France depuis l’établissement du christianisme jusqu’à nos jours, divisée en 18 provinces ecclésiastiques, das von 1864 bis 1873 in 22 Bänden erschien. Er stützte sich bei dieser Publikation auf die vorwiegend im 18. Jahrhundert erschienene lateinische Gallia Christiana, die er bis in die moderne Zeit fortsetzte. Auch seine weiteren Arbeiten betreffen fast durchweg die Geschichte der katholischen Kirche in Frankreich. Für seine Leistungen wurde er vom Vatikan zum Komtur (Commandeur) des päpstlichen Gregoriusordens ernannt.

## Werke
- Grand atlas départemental de la France, de l'Algérie et des colonies, Paris
- Ode à la France sur le retour des cendres de Napoléon, 1840
- Histoire de l'Algérie, depuis les temps anciens jusqu'à nos jours, Paris, 1842
- Un premier amour, 1845
- Biographie des membres du Gouvernement provisoire, 24 février 1848, Paris, 1848
- La Nouvelle Marseillaise, 25 février 1848, Paris, 1848
- Guide du visiteur. Histoire archéologique et descriptive des églises de Paris, Paris, 1855
- Notice sur le P. Jérôme Natalis, 1856
- Vies des saints évêques de la métropole d’Auch : dédiées à Mgr. de Salinis, archevêque d’Auch, (mit Jean Justin Monlezun, M de Ring, Augustin Manavit, Pierre-Louis Parisis, Peter Cooper, Edmund Bailey O’Callaghan, Augustus J Thébaud, John Hughes, John Moore Capes),  Auch, 1857
- Nouveau guide général du voyageur en Angleterre, en Écosse et en Irlande, (unter dem Pseudonym William Darcy[4] mit Henri Marie Martin), 1864
- La Paroisse (Paris. 1864), Paris, 1864
- Histoire archéologique et descriptive de Notre-Dame de Paris, 1864
- La France pontificale (Gallia christiana), histoire chronologique et biographique des archevêques et évêques de tous les diocèses de France depuis l'établissement du christianisme jusqu'à nos jours, divisée en 17 provinces ecclésiastique, 1864
- Notice biographique sur monseigneur Sébastien Adolphe Devoucoux, évêque d'Evreux, Paris, 1865
- Notice biographique sur son éminence Thomas Gousset, cardinal archevêque de Reims,  Paris, 1865
- Notice biographique sur monseigneur Marie-Gaston de Bonnechose, Cardinal-archevêque de Rouen, Paris, 1865
- Monographie de Henri Oberhoffer, 1867
- Le Phare catholique, Paris, 1868
- Actes et histoire du Concile œcuménique de Rome M.D.CCC.LXIX., (mit Victor Frond (Hrsg.), Francesco Massi, Egisto Ceccucci, Victor Pelletier, Henry Leon Camusai de Riancey), Paris, 1870–71
- Cérémonies pontificales. Histoire liturgique et descriptive des chapelles papales tenues pendant l'année dans les diverses églises de Rome, Paris, 1871
- Les pères du Concile, biographies, portraits et autographes des pères du concile premier du Vatican, (mit Victor Pelletier), Paris, 1871
- Biographies, portraits et autographes des pères du concile premier du Vatican, Paris, 1871
- Biographie de monseigneur Georges Darboy, archevêque de Paris, Paris, 1871
- La France pontificale (Gallia christiana), histoire chronologique et biographique des archevêques et évêques de tous les diocèses de France depuis l'établissement du christianisme jusqu'à nos jours, divisée en 17 provinces ecclésiastique, Paris, 1864–1873[3]
- Rome et l’Épiscopat catholique et histoire du Concile Histoire du concile oecuménique du Vatican comprenant les actes et les constitutions dogmatiques promulguées dans cette illustre assemblée, Paris, 1874
- La France départementale, histoire générale de toutes les communes, rédigée au point de vue historique, physique, géographique, biographique, administratif, archéologique, héraldique, légendaire, descriptif et monumental. Guide complet pour chacun des départements de la France, de l'Algérie et des colonies, Paris, 1875–1876
- Grand atlas départemental de la France, de l’Algérie et des colonies accompagnées d’un texte explicatif. Rédigé au point de vue historique, physique, géographique, biographique, administratif, statistique, archéologique, descriptif et monumental, Paris, 1878–1882
- Grand atlas départemental de la France, de l'Algérie et des colonies, 106 cartes gravées, (mit Gustave Lorsignol), Paris, 1878
- Dictionnaire des célébrités de la France, classées par ordre alphabétique et par départements, Paris, 1878